# Homorthodes gracea
Homorthodes gracea là một loài bướm đêm trong họ Noctuidae.